# Едуардо Руеда
Едуардо Руеда (23 жовтня 1972) — мексиканський стрибун у воду.
Учасник Олімпійських Ігор 2000 року. Срібний медаліст Чемпіонату світу 2001 року в синхронних стрибках з десятиметрової вишки.